# جایزه بزرگ ایالات متحده ۱۹۷۵
جایزه بزرگ ایالات متحده ۱۹۷۵ (انگلیسی: ‎1975 United States Grand Prix‎)، که به‌طور رسمی با نام هجدهمین جایزه بزرگ ایالات متحده شناخته می‌شود، یک مسابقهٔ موتوری در رشتهٔ اتومبیل‌رانی فرمول یک بود که در تاریخ ۵ اکتبر ۱۹۷۵ در مسیر مسابقه جایزه بزرگ واتکینز گلن واقع در واتکینز گلن، نیویورک، ایالات متحده آمریکا برگزار شد. این گراند پری در میان ۱۴ گراند پری در فصل ۱۹۷۵، مسابقهٔ شمارهٔ ۱۴ بود.
در این مسابقه که در ۵۹ دور و به مسافت ۳۲۰٫۶۷ کیلومتر (۱۹۹٫۲۵۵ مایل) برگزار شد، پول پوزیشن توسط نیکی لائودا کسب شد و سریع‌ترین زمان برای طی یک دور پیست که برابر با ۱:۴۳٫۳۷۴ بود نیز توسط امرسون فیتیپالدی به ثبت رسید.
نیکی لائودا از تیم فراری، امرسون فیتیپالدی از تیم مک‌لارن-فورد و یوخن ماس از تیم مک‌لارن-فورد به‌ترتیب مقام‌های اول تا سوم مسابقه را کسب کردند.

## رده‌بندی قهرمانی پس از مسابقه
- نام‌های پررنگ نشان‌دهندهٔ قهرمان جهان هستند.

| جایگاه | راننده           | امتیاز |
| ------ | ---------------- | ------ |
| ۱      | نیکی لائودا      | ۶۴٫۵   |
| ۲      | امرسون فیتیپالدی | ۴۵     |
| ۳      | کارلوس روتمان    | ۳۷     |
| ۴      | جیمز هانت        | ۳۳     |
| ۵      | کلی رگاتزونی     | ۲۵     |
| منبع:  |                  |        |

| جایگاه | سازنده      | امتیاز  |
| ------ | ----------- | ------- |
| ۱      | فراری       | ۷۲٫۵    |
| ۲      | برابام-فورد | ۵۴ (۵۶) |
| ۳      | مک‌لارن-فورد | ۵۳      |
| ۴      | هسکث-فورد   | ۳۳      |
| ۵      | تایرل-فورد  | ۲۵      |
| منبع:  |             |         |

یادداشت
- تنها پنج جایگاه نخست از هر رده‌بندی نمایش داده شده‌است.